# 神山恒雄
神山 恒雄（かみやま つねお、1961年 - ）は、日本の歴史学者。明治学院大学経済学部教授。専門は近代日本経済史。東京都出身。東京大学文学部国史学科卒業、東京大学大学院人文科学研究科博士課程修了。文学博士。佐賀大学経済学部講師、助教授を経て、2002年より現職。主要研究テーマは、明治期の財政・金融政策、戦前期の地方財政、戦前期の製紙業史、戦間期の地方銀行。

## 著書

### 単著
- 『明治経済政策史の研究』　（塙書房、1995年）

### 共著
- 『佐賀県の歴史』　（山川出版社、1999年）
- 『日本経済史』　（東京大学出版会、2000年）
- 『金融危機と地方銀行』　（東京大学出版会、2001年）
- 『工部省とその時代』　（山川出版社、2002年）
- 『明治前期の日本経済』　（日本経済評論社、2004年）

| スタブアイコン | サブスタブ | この項目は、まだ閲覧者の調べものの参照としては役立たない、人物に関連した書きかけの項目です。この項目を加筆・訂正などしてくださる協力者を求めています（P:人物伝/PJ:人物伝）。 |